# McDonnell XP-67
McDonnell XP-67 "Bat" hay "Moonbat" là một loại máy bay tiêm kích đánh chặn cho Không quân Lục quân Hoa Kỳ.

## Tính năng kỹ chiến thuật (XP-67)
Dữ liệu lấy từ McDonnell Douglas Aircraft since 1920
Đặc điểm tổng quát
- Kíp lái: 1
- Chiều dài: 44 ft 9¼ in (13,65 m)
- Sải cánh: 55 ft (16,76 m)
- Chiều cao: 15 ft 9 in (4,80 m)
- Diện tích cánh: 414 ft² (38,50 m²)
- Trọng lượng rỗng: 17.745 lb (8.049 kg)
- Trọng lượng có tải: 22.114 lb (10.031 kg)
- Trọng lượng cất cánh tối đa: 25.400 lb (11.521 kg)
- Động cơ: 2 × Continental XIV-1430-17/19, 1.350 hp (1.007 kW)  mỗi chiếc

 Hiệu suất bay 
- Vận tốc cực đại: 405 mph (352 knot, 650 km/h) trên độ cao 25.000 ft (7.600 m)
- Vận tốc hành trình: 270 mph (235 knot, 435 km/h)
- Tầm bay: 2.385 mi (2.074 hải lý, 3.837 km)
- Trần bay: 37.400 ft (11.400 m)
- Vận tốc lên cao: 2.600 ft/phút (12,7 m/s)
- Tải trên cánh: 53,4 lb/ft² (260 kg/m²)
- Công suất/trọng lượng: 0,06 hp/lb (0,09 kW/kg)

Trang bị vũ khí

- Súng: 6 × pháo M4 37 mm (1.46 in)